# Roitelet à triple bandeau
Regulus ignicapilla
Espèce
Statut de conservation UICN

 LC  : Préoccupation mineure
Le Roitelet triple-bandeau (Regulus ignicapilla) est une des plus petites espèces d'oiseaux d'Europe de l'ordre des passériformes. Cette espèce niche dans la plupart des forêts tempérées de l'Europe au nord-ouest de l'Afrique. Elle est partiellement migratrice et leur zone d'hivernage se situe de l'Europe centrale au sud et à l'ouest de leur aire de reproduction. Si les populations des Îles Baléares et de l'Afrique du nord sont habituellement reconnues comme une sous-espèce différente, la population de Madère est en revanche dorénavant considérée comme une espèce en tant que telle sous le nom de Regulus madeirensis. Ce roitelet est constamment en mouvement et oscille souvent à la recherche d'insectes à manger. En hiver, il forme souvent des nuées importantes avec des mésanges. Il semble légèrement en déclin, mais il n'est pas considéré comme menacé du fait de sa toujours bonne implantation dans sa vaste zone de répartition, d'autant que l'espèce a connu une expansion au cours du siècle dernier.

## Historique et dénomination
- L'espèce Regulus ignicapilla a été décrite par le zoologiste allemand Coenraad Jacob Temminck en 1820, sous le nom initial de Regulus ignicapillus.
- L'accord avec le genre étant incorrect il a été renommé selon les règles de la Commission internationale de nomenclature zoologique (ICZN)[1].

## Morphologie
Le bec est d'un noir brillant, fin et pointu. Les pattes sont brun clair et munies de doigts puissants permettant à l'oiseau de se tenir la tête en bas quand il se nourrit.

### Plumage

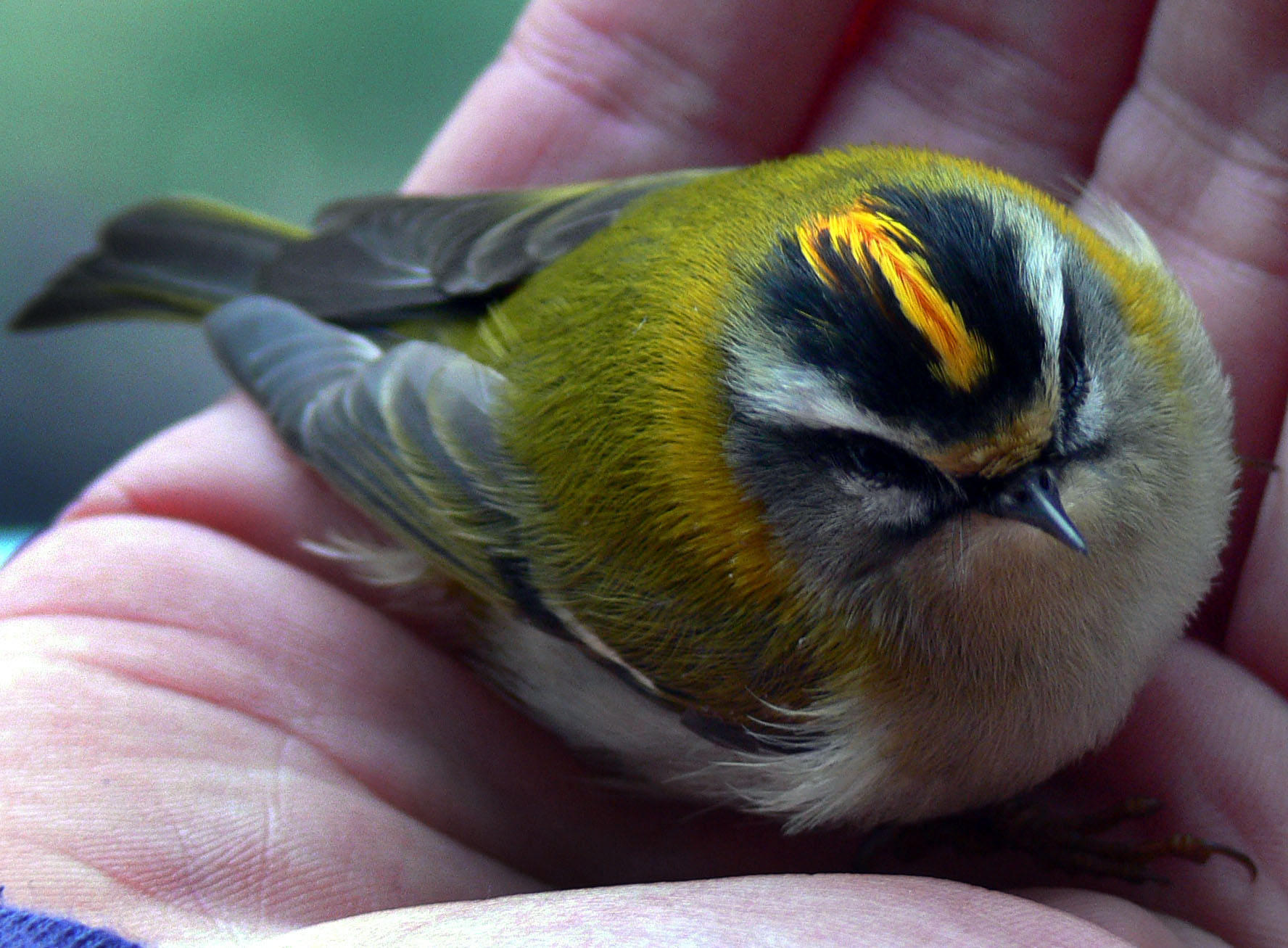
Roitelet triple bandeau (mâle), caractérisé par une bande blanche au-dessus de l'œil, qui le différencie du roitelet huppé

Le plumage est jaune-vert dans sa partie supérieure, tirant légèrement sur le jaune orangé à hauteur des épaules. Les ailes plus noirâtres ont deux raies blanches, le mâle a une calotte jaune et orange en son centre, elle est bordée d'un trait noir, celle de la femelle est jaune pur. Les plumes de la tête forment un diadème qui a donné son nom au Roitelet, elles se hérissent en cas d'excitation.

### Mensuration
9 cm environ, pour de 4 à 7 grammes pour un adulte

## Risque de confusion
On confond aisément le roitelet triple-bandeau avec le roitelet huppé (Regulus regulus) qui s'en distingue par des couleurs moins vives et un rond blanc autour de l'œil au lieu du sourcil qui - au-dessus de l'œil noyé dans une bande noire - caractérise le roitelet triple-bandeau.

## Reproduction

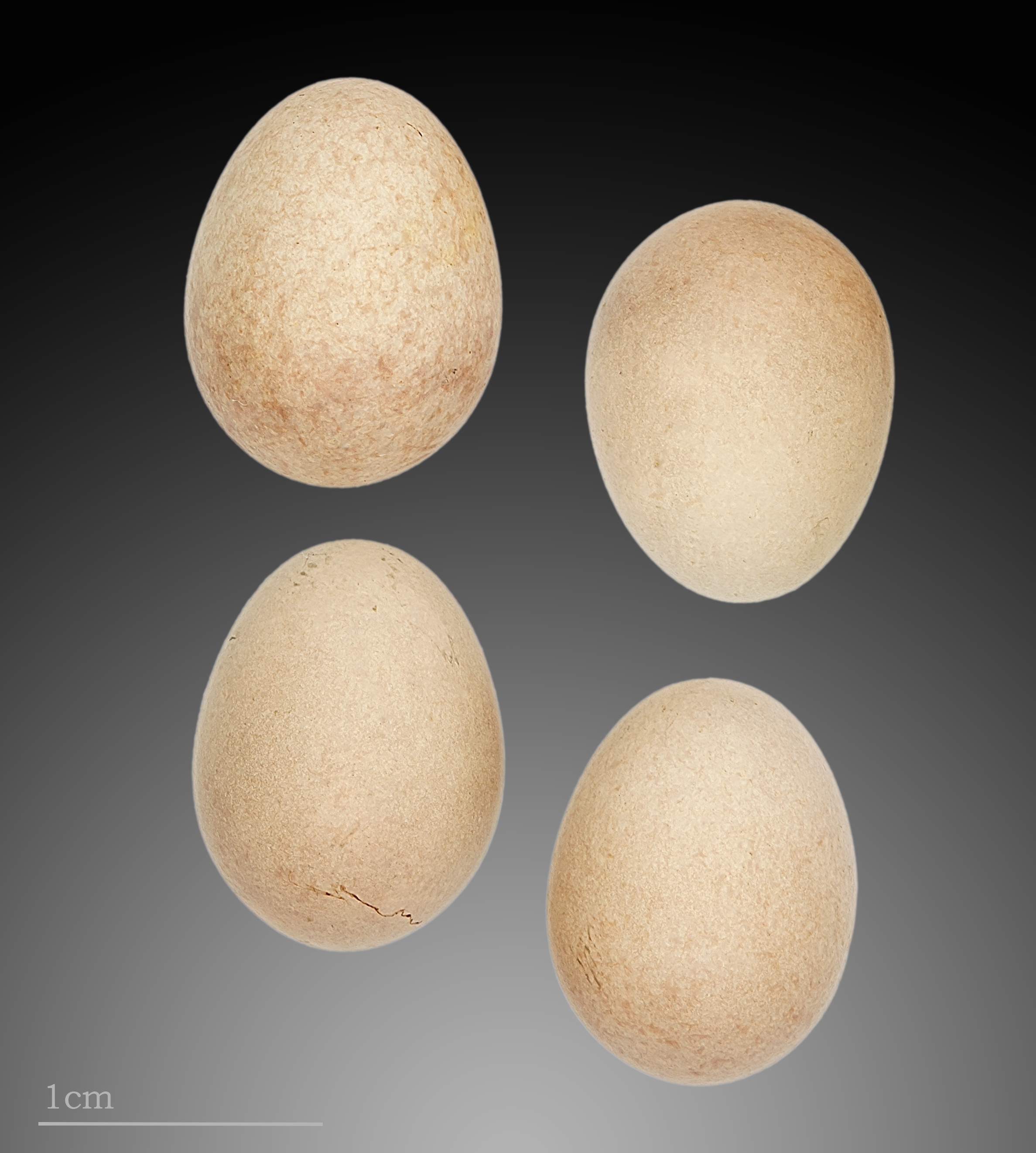
Œufs de Regulus ignicapilla - MHNT.

Le Roitelet a deux couvées par an, au printemps. Il niche dans les conifères, les deux partenaires y construisant un nid suspendu construit avec de la mousse et des lichens liés par des fils de cocons d'insectes ou de toiles d'araignées, c'est un véritable réservoir thermique grâce aux plumes et crins qui le tapissent, ce qui permet à la femelle (trop petite) de ne pas couvrir tous ses œufs (7 à 11) lors de la couvée.
La couvaison dure de 12 à 16 jours puis les deux parents participent à l'élevage en apportant des larves d'insectes et de petites araignées à leurs petits.
15 à 17 jours après l'éclosion, les jeunes commencent à voler, les parents les nourrissent encore une quinzaine de jours et commencent à préparer la prochaine couvée alors qu'ils nourrissent toujours la première.
La femelle peut pondre une seconde couvée avant que la première ait quitté le nid !

## Nourriture

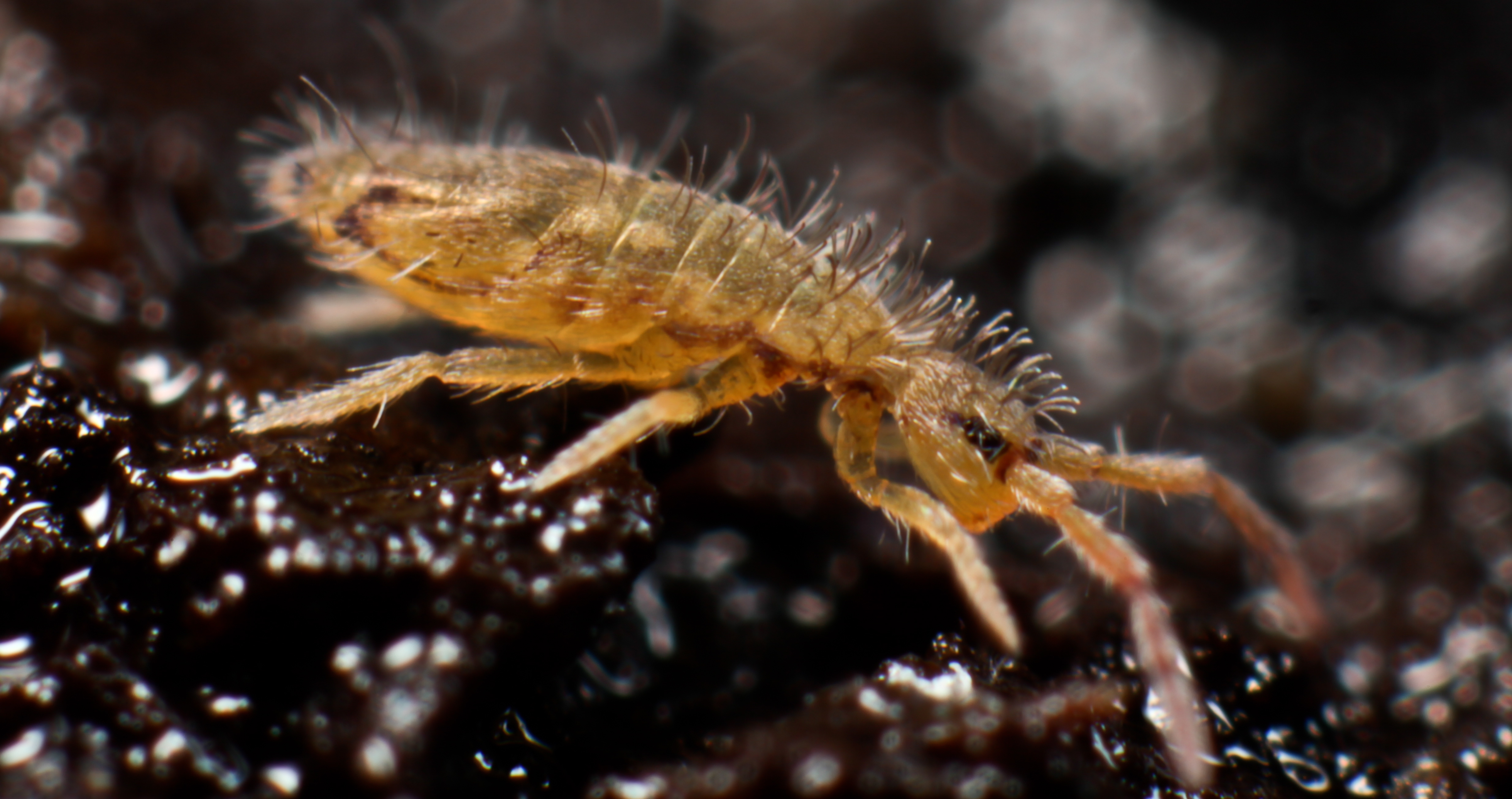
Entomobrya nicoleti de Littleton, servant de nourriture.

Le Roitelet triple-bandeau, comme son cousin le roitelet huppé se nourrit essentiellement d'insectes et d'araignées, ses besoins deviennent énormes en période de migration; constamment en mouvement, son poids lui permet d'atteindre les rameaux les plus fins. Il inspecte branches et rameaux de conifères, en hauteur de préférence, au besoin, il descend et cherche sa nourriture même au sol mais ne consomme que ce qui est visible, y compris des graines, sans chercher à soulever les feuilles ou à fouiller les écorces qu'il se contente de sonder. Par temps chaud, il peut aussi cueillir la nourriture en voletant, sans se poser. La quantité consommée varie de 7-9 g au double ou au triple en période froide ou lors des migrations.

## Paléontologie
Un ancêtre fossile de ce roitelet a été identifié à partir d'un seul os de l'aile.

## Répartition

zone de nidification
présence permanente
aire d'hivernage

## Causes de mortalité
Les principales pressions qui s'exercent sur les population de roitelets à triple bandeaux sont l'altération et la destruction de leurs habitats naturels, les pollutions (notamment les pesticides qui affectent les insectes dont ils se nourrissent), le changement climatique et la prédation[réf. souhaitée].
Selon la Ligue pour la protection des oiseaux, le roitelet à triple bandeau, est l’oiseau que l’on retrouve le plus fréquemment mort au pied des éoliennes en France.